# Scoarță (țesut)

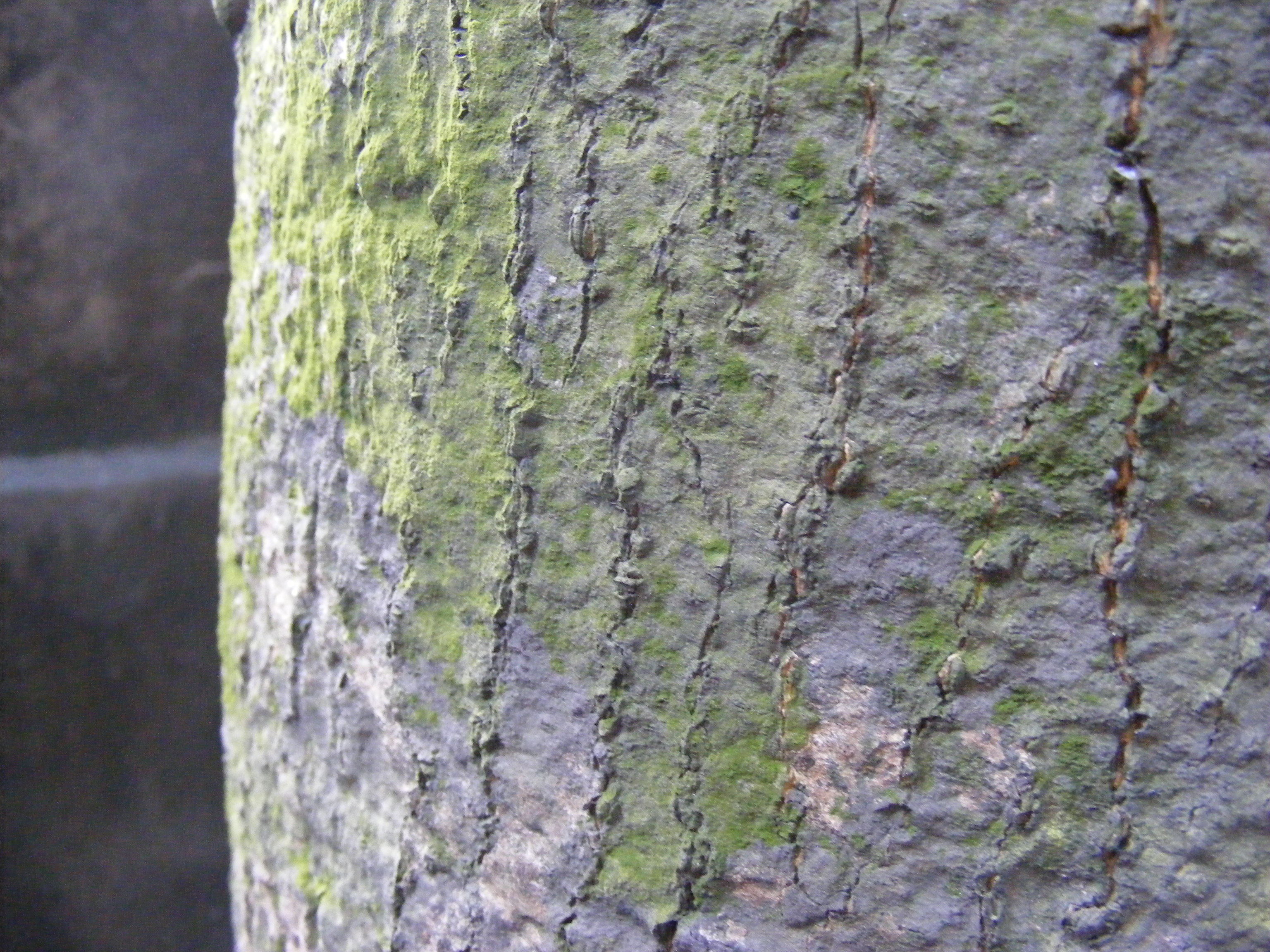
Scoarţa unui Mango matur pe care se pot observa licheni

Scoarța este țesutul exterior care protejează plantele lemnoase (arbori, arbuști).